# Billia
Billia é um género botânico pertencente à família Sapindaceae.